# Município de Monroe (condado de Muskingum, Ohio)
O município de Monroe (em inglês: Monroe Township) é um município localizado no condado de Muskingum no estado estadounidense de Ohio. No ano de 2010 tinha uma população de 541 habitantes e uma densidade populacional de 8,38 pessoas por km².

## Geografia
O município de Monroe encontra-se localizado nas coordenadas 40° 07′ 03″ N, 81° 45′ 53″ O. Segundo o Departamento do Censo dos Estados Unidos, o município tem uma superfície total de 64.56 km², da qual 64,02 km² correspondem a terra firme e (0,83 %) 0,54 km² é água.

## Demografia
Segundo o censo de 2010, tinha 541 pessoas residindo no município de Monroe. A densidade populacional era de 8,38 hab./km². Dos 541 habitantes, o município de Monroe estava composto pelo 97,78 % brancos, o 0,55 % eram afroamericanos, o 0,18 % eram asiáticos e o 1,48 % eram de uma mistura de raças. Do total da população o 1,29 % eram hispanos ou latinos de qualquer raça.